# کنراد بوکوویتسکی
کنراد بوکوویتسکی (انگلیسی: Konrad Bukowiecki؛ زادهٔ ۱۷ مارس ۱۹۹۷) پرتاب‌گر وزنه اهل لهستان است.
وی در مسابقات کشوری و بین‌المللی در مجموع برندهٔ ۷ مدال طلا، ۳ مدال نقره شده‌است.